# 豐達塔鄉
45°26′17″N 25°17′41″E / 45.43806°N 25.29472°E
豐達塔鄉（羅馬尼亞語：Comuna Fundata, Brașov），是羅馬尼亞的鄉份，位於該國中部，由布拉索夫縣負責管轄，處於布加勒斯特西北面130公里，每年平均降雨量1,163毫米，海拔高度1,254米，2007年人口879。